# Ismaël Bullialdus

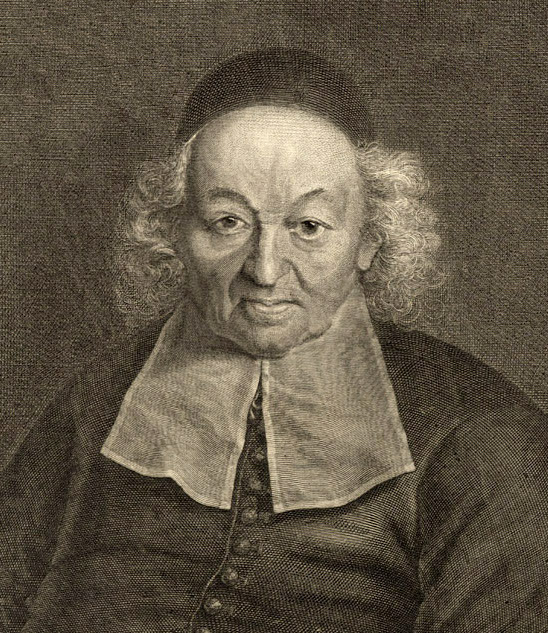
Ismaël Bullialdus

Ismaël Bullialdus (Loudun, 28 september 1605 – Parijs, 25 november 1694) was een Franse sterrenkundige die de omgekeerde kwadratenwet voor de zwaartekracht voorstelde.

## Leven
Bullialdus werd geboren als Ismaël Boulliau, en was de eerste overlevende zoon van de calvinisten Susanna Motet en Ismaël Boulliau, notaris en amateurastronoom. In 1620 trok hij naar Parijs om filosofie en theologie te studeren. Op 21-jarige leeftijd werd hij katholiek, vier jaar later werd hij tot priester gewijd. Tussen 1630 en 1632 was hij vicaris van Urbain Grandier in Loudun. In 1632 verhuisde hij naar Parijs, waar hij bibliothecaris was bij de Bibliothèque du Roi onder leiding van de gebroeders Pierre en Jacques Dupuy. Om boeken te kopen reisde hij wijd en zijd in Italië, de Republiek der Zeven Verenigde Nederlanden, Duitsland en Polen. In 1657 werd hij secretaris van de Franse ambassadeur in de Republiek. Daarna was hij weer bibliothecaris, en in 1666 kwam hij in dienst van het Collège de Laon. De laatste vijf jaar van zijn leven was hij weer priester in de Abdij Sint-Victor in Parijs. In zijn laatste levensjaren leed hij aan reuma, maar hij bleef de sterren bestuderen. Hij overleed in de abdij, waar hij een kleine werkkamer had, op 89-jarige leeftijd.

## Netwerk
Bullialdus was bevriend met Pierre Gassendi, Christiaan Huygens, Marin Mersenne en Blaise Pascal en was een strijdbare aanhanger van Galileo Galilei en Nicolaas Copernicus. Hij was een van de eerste (buitenlandse?) leden van de Royal Society in Londen. Hij werd zeven jaar na de oprichting op 4 april 1667 gekozen.

## Omgekeerde kwadratenwet voor de zwaartekracht
Bullialdus is vooral bekend om zijn sterrenkundige en wiskundige werk, in de eerste plaats zijn Astronomia philolaica, dat in 1645 uitkwam. In dit boek ondersteunde hij Keplers hypothese dat de planeten elliptische banen om de zon beschrijven, maar hij gaf argumenten tegen de natuurkundige verklaring met magnetische krachten die Kepler hiervoor gaf. Hij had vooral bezwaar tegen het voorstel van Kepler dat de sterkte van de kracht omgekeerd evenredig met de afstand tot de zon zou afnemen. Hij beweerde dat als zo'n kracht bestond, deze een omgekeerde kwadratenwet zou moeten zijn.
Wat de kracht betreft waarmee de zon de planeten pakt of vasthoudt, en die werkt als een hand omdat hij stoffelijk is, deze wordt uitgezonden in rechte lijnen door het heelal. Net als de stof van de zon, draait de kracht met de zon mee. Omdat het een stoffelijke kracht is, wordt hij zwakker op een grotere afstand en de verhouding van de verzwakking is dezelfde als die van licht, namelijk in kwadratische verhouding, maar omgekeerd, dus 1/d².
Maar Bullialdus geloofde niet dat zo'n kracht echt bestond.
Ik beweer dat de zon door zijn eigen vorm wordt rondgedraaid om zijn as, dezelfde vorm waardoor hij aangestoken en lichtgevend werd. Inderdaad denk ik dat aan de planeten geen beweging wordt meegedeeld... Elke planeet wordt rondgestuurd door haar eigen vorm die ze meekreeg...

## Waarnemingen aan planeten
In zijn Principia Mathematica van 1687 erkende Isaac Newton dat Bullialdus' bepaling van de afmetingen van de planeetbanen met die van Johannes Kepler de toen nauwkeurigste metingen waren:
Over de waarnemingen van de omlooptijden zijn alle sterrenkundigen het eens. Maar Kepler en Bullialdus hebben de afmetingen van banen beter dan anderen uit waarnemingen het nauwkeurigst bepaald. De gemiddelde afstanden die overeenkomen met de omlooptijden wijken niet meetbaar af van de berekende waarden...

## Voornaamste werken
- De natura lucis (1638)
- Philolaus (1639)

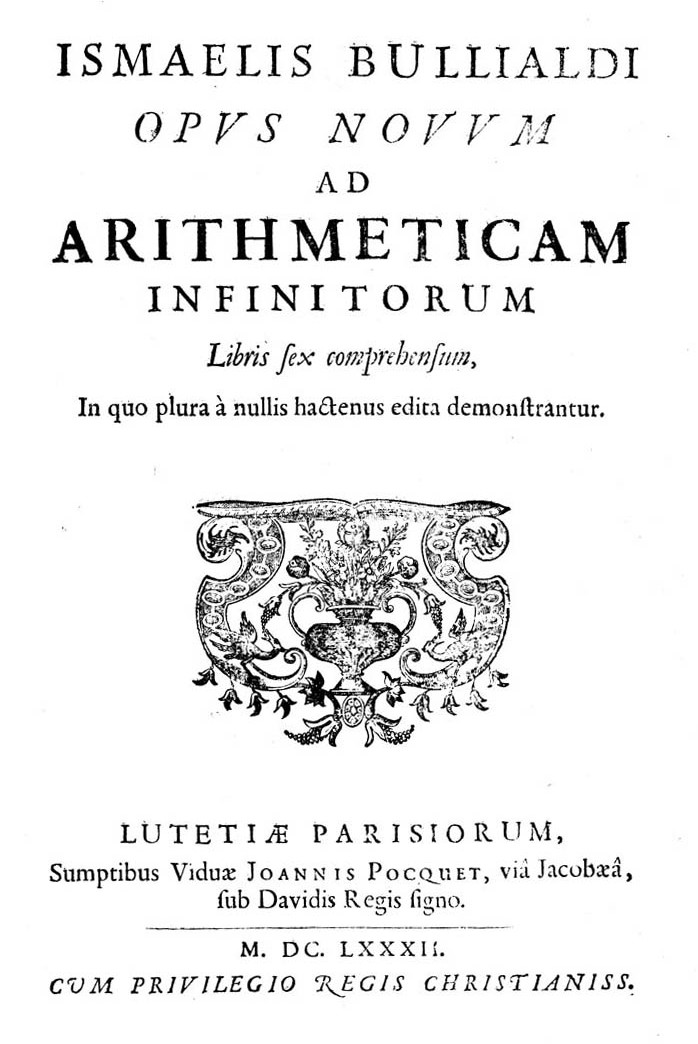
Opus novum ad arithmeticam infinitorum libris sex comprehensum, 1682

- Expositio rerum mathematicarum ad legendum Platonem utilium, vertaling van Theon van Smyrna (1644)
- Astronomia philolaica (1645)
- De lineis spiralibus (1657)
- Opus novum ad arithmeticam infinitorum (1682)
- Ad astronomos monita duo (1667)

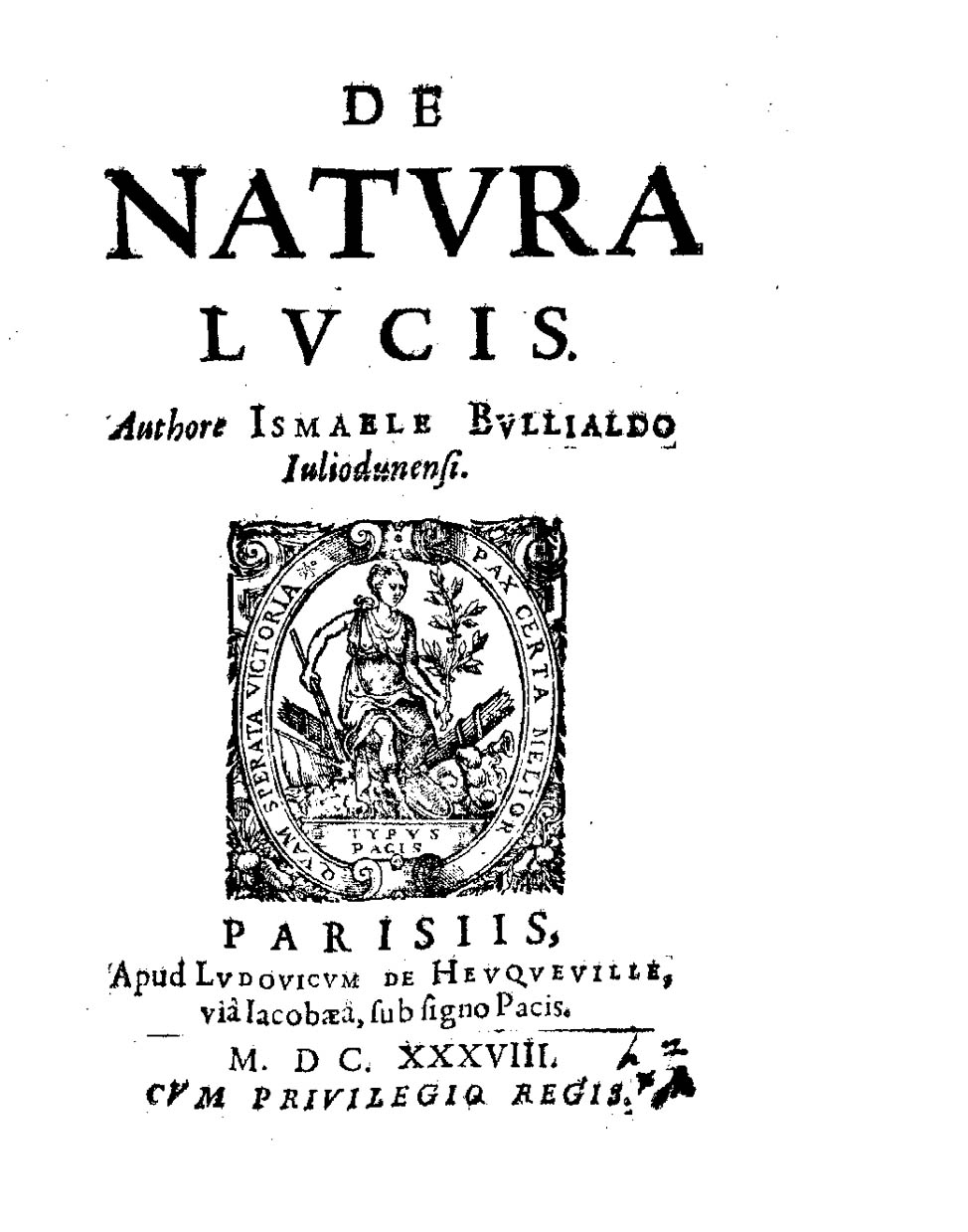
De natura lucis, 1638

## Vernoemd
De Maankrater Bullialdus is naar hem vernoemd.

## Verder lezen
- Nellen, H. J. M., Ismaël Boulliau (1605-1694), astronome, épistolier, nouvelliste et intermédiaire scientifique, Studies of the Pierre Bayle Institute Nijmegen (SIB), 24, APA-Holland University Press, 1994. ISBN 9030210346.